# Heterogastridae
Heterogastridae Stål, 1872, è una famiglia di insetti pentatomomorfi dell'ordine Rhynchota (sottordine Heteroptera, superfamiglia Lygaeoidea, comprendente 97 specie.

## Descrizione
Gli Heterogastridae hanno corpo oblungo o oblungo-ovoidale. Nelle forme giovanili può verificarsi, in alcune specie, il mimetismo batesiano, con l'imitazione delle Formiche.
Il capo è provvisto di ocelli ed ha antenne e  rostro di 4 segmenti. Le emielitre hanno la membrana percorsa da due nervature longitudinali, connesse anteriormente da una o più nervature trasversali in modo da delimitare 1 o 2 cellule. Le zampe anteriori hanno i femori fortemente ingrossati e provvisti di numerosi denti. L'addome porta gli stigmi in posizione ventrale in tutti gli uriti.

## Biologia e diffusione
La biologia di questa famiglia è poco conosciuta. Gli Heterogastridae vivono sulle piante e si ritiene che si nutrano a spese dei semi .
L'areale è abbastanza vasto, ma la maggior parte delle specie è distribuita nella Regione Afrotropicale e in quella orientale. In Europa sono rappresentati solo i generi Heterogaster e Platyplax.

## Sistematica
Complessivamente gli Heterogastridae sono rappresentati da 97 specie, ripartite fra 23 generi. Alcuni generi compresi nella famiglia:
- Dinomachus
- Heterogaster
- Hyginellus
- Parathyginus
- Platyplax
- Woodwardothignus

La posizione sistematica del gruppo è controversa : oltre all'inquadramento sistematico al rango di famiglia, diversi Autori e fonti adottano in alternativa l'inserimento del gruppo nell'ambito dei Lygaeidae posizionandolo come sottofamiglia (Heterogastrinae).